# 妻鳥采女
妻鳥 采女（めんどり うねめ）は、戦国時代から安土桃山時代にかけての武将。伊予国川之江川之江城主。

## 略歴
長宗我部元親に内通し、河野氏に反旗を翻す。その後、河野氏の直命を受けた河上安勝が手薄だった川之江城を攻め落城。その時、一族の約50名が殺される。天正13年（1585年）までは生存していたものと考えられる。
また、「…伊予の国の住人、目高（妻鳥）采女亮（正）友春と云う武者、翔鳥をも射る鉄砲の上手なれば…」とある。
妻鳥「めんどり」の名は、四国中央市妻鳥町として残っている。